# Paramount Plaza
Paramount Plaza (anteriormente el Uris Building o 1633 Broadway) es un rascacielos de 48 pisos situado en Broadway en Nueva York, y alberga dos teatros de Broadway. En 2007 fue catalogado como el número 46 en la lista de los edificios más altos de la Nueva York.

## Historia

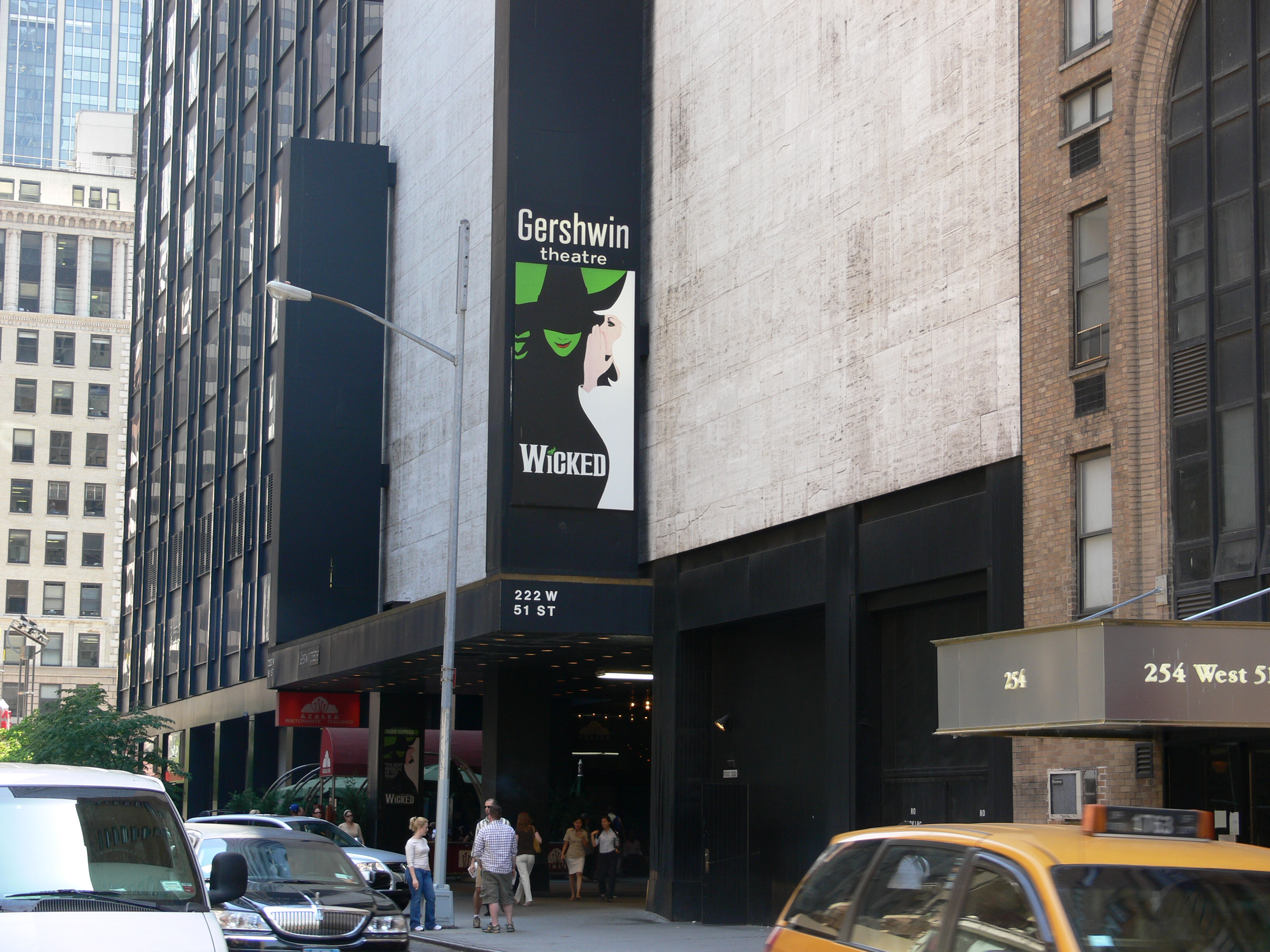
El Teatro Gershwin

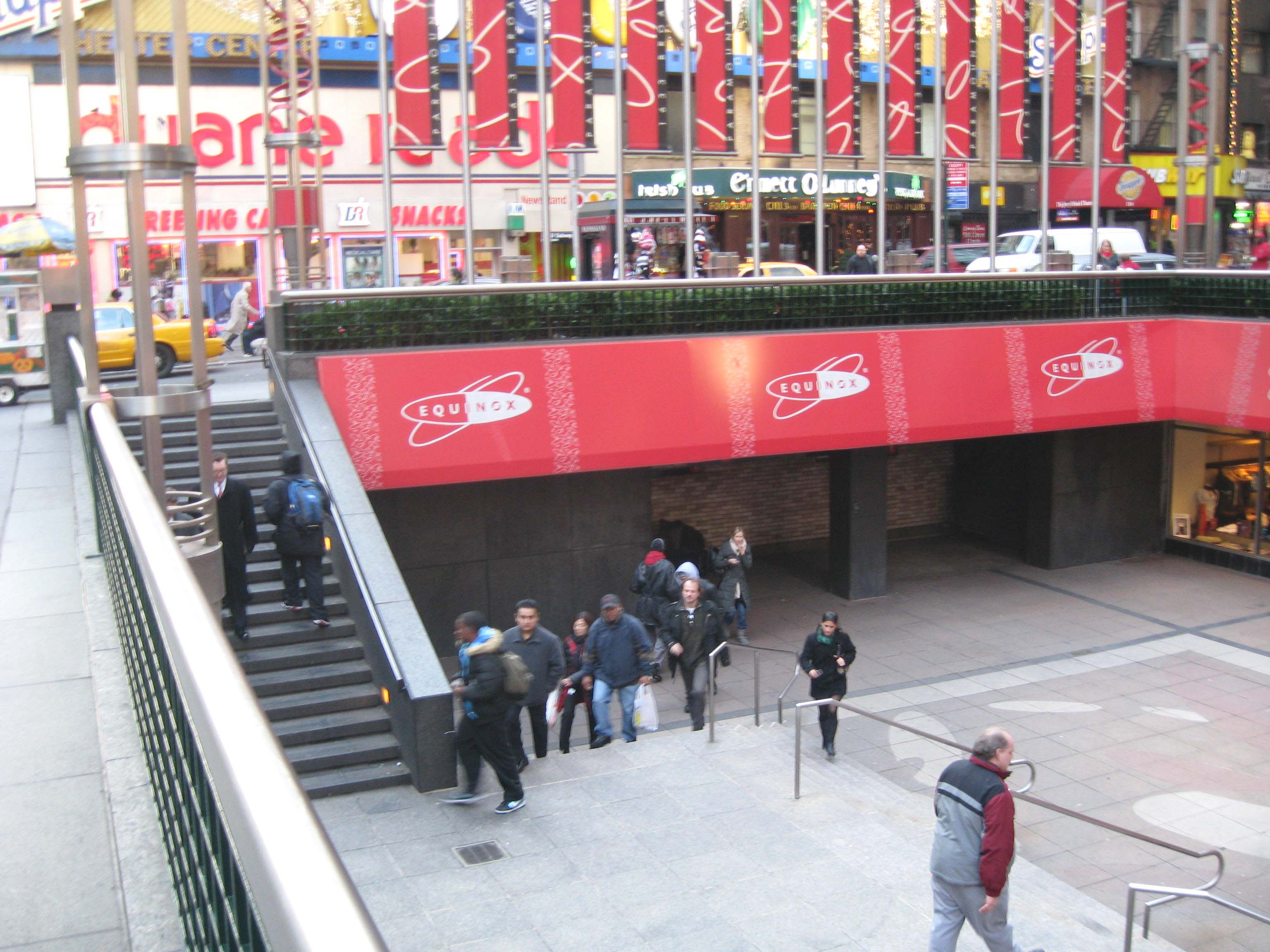
La plaza hundida con la boca de metro.

El Edificio Uris, diseñado por Emery Roth and Sons, fue construido en el año 1970 en el sitio de la antigua sala de cine Capitol Theatre. Fue desarrollado por los hermanos Uris, que, en el momento, decían ser los promotores de bienes raíces privados más importantes de la Nueva York. La construcción de la torre demostró una confianza en el barrio de Times Square, que entonces estaba en declive y dominado por empresas relacionadas con la industria del sexo.
La torre de 204 m ocupa la mayoría de la manzana al oeste de Broadway entre las calles West 51st y Oeste 50 y tiene una superficie de 208 200 m².
Originalmente fue llamado el Uris Building en honor a los desarrolladores, y el Teatro Uris anejo (más tarde renombrado como Teatro Gershwin) era uno de los más grandes de Broadway. También se encuentra un pequeño teatro operado por la organización sin ánimo Circle in the Square.
Después de la muerte de su hermano, Harold Uris vendido Uris Building Corp, incluyendo este edificio, a la National Kinney Corporation que en 1974 debido a una tasa de ocupación del 30% declaró el edificio en bancarrota antes de que fuera adquirido por Paramount Investment Group.
Paramount cambió el nombre del edificio. Partes de El rey de la comedia y Silent Movie se rodaron allí. El Teatro Uris fue renombrado a Gershwin. La plaza más al sur de las dos que dan a Broadway cuenta con un gimnasio y una entrada a la estación de metro Calle 50 (trenes 1 y 2) del Metro de Nueva York. Entre noviembre de 1998 y enero de 2012, la plaza más al norte albergaba Marte 2112, un restaurante temático dirigido a los turistas.
El nombre alemán de la empresa de servicios financieros, Allianz , fue recientemente adherida a la parte superior del edificio en sus cuatro lados. Otros inquilinos incluyen Warner Music Group, Showtime Networks, y el bufete de abogados Kasowitz, Benson, Torres & Friedman LLP.